# プロ野球チームをつくろう!シリーズ
『プロ野球チームをつくろう!』シリーズ（プロやきゅうチームをつくろう）は、セガから発売されていた家庭用ゲーム・オンラインゲームのシリーズである。略称は「やきゅつく」。

## 概要
日本のプロ野球をテーマとした経営シミュレーションゲーム。実在の日本プロ野球12球団のうちのどれか一つを選んで育成し、世界一の球団を作り上げるのが目的となる。プレイヤーが担当するのは
- 資金運営や施設の建設といった経営部分
- スタッフや選手を揃える人事部分
- 所属する選手を育成したり試合前のオーダー決定や投手交代といった戦略部分

の3点で、試合中の選手の行動を直接操作することはできない。
先行して発売されていたサッカークラブ経営シミュレーションゲーム『Jリーグプロサッカークラブをつくろう!』（サカつく）の好評を受け、「サカつくのプロ野球版」という位置づけで誕生したソフトであるため、第1弾のタイトルは『プロ野球チームもつくろう!』であった。そのため、基本的なゲーム内容は「サカつく」とほぼ同様である。最新作であった『野球つく!!』サービス終了以降に続編のリリースなどはない、同作の第一弾では当時ロサンゼルス・ドジャースに所属していた野茂英雄が監修していた。

## シリーズ
| タイトル                            | 発売日         | 機種                   | 発売元/開発先            |
| ----------------------------------- | -------------- | ---------------------- | ------------------------ |
| プロ野球チームもつくろう!           | 1998年2月19日  | セガサターン           | セガ・エンタープライゼス |
| プロ野球チームをつくろう!           | 1999年8月5日   | ドリームキャスト       | セガ・エンタープライゼス |
| もっとプロ野球チームをつくろう!     | 2000年9月28日  | ドリームキャスト       | セガ/スマイルビット      |
| プロ野球チームをつくろう!&あそぼう! | 2001年8月30日  | ドリームキャスト       | セガ/スマイルビット      |
| プロ野球チームをつくろう!アドバンス | 2002年8月8日   | ゲームボーイアドバンス | セガ/スマイルビット      |
| プロ野球チームをつくろう!2          | 2003年2月13日  | PlayStation 2          | セガ/スマイルビット      |
| プロ野球チームをつくろう!2003       | 2003年11月20日 | PlayStation 2          | セガ/スマイルビット      |
| プロ野球チームをつくろう!3          | 2005年7月28日  | PlayStation 2          | セガ                     |
| プロ野球チームをつくろう!           | 2008年5月22日  | ニンテンドーDS         | セガ                     |
| プロ野球チームをつくろう!2          | 2009年5月21日  | ニンテンドーDS         | セガ                     |

| タイトル                           | サービス開始日 | サービス終了日 | 機種                                                                   | 料金     | 発売元/開発先         |
| ---------------------------------- | -------------- | -------------- | ---------------------------------------------------------------------- | -------- | --------------------- |
| プロ野球チームをつくろう!MOBILE    | 2005年2月7日   | 2007年3月28日  | iアプリ対応機種                                                        | 525円/月 | セガ                  |
| プロ野球チームをつくろう!MOBILE'07 | 2007年3月29日  | 不明           | iアプリ対応機種                                                        | 525円/月 | セガ                  |
| プロ野球チームをつくろう!ONLINE    | 2007年8月1日   | 2008年5月26日  | Windows                                                                | 基本無料 | セガ                  |
| プロ野球チームをつくろう!ONLINE 2  | 2008年5月27日  | 2016年7月29日  | Windows                                                                | 基本無料 | セガ（セガゲームス）  |
| プロ野球チームをつくろう!ブラウザ  | 2011年7月7日   | 2013年2月28日  | Yahoo!モバゲー Windows（ブラウザ） Android（ブラウザ） iOS（ブラウザ） | 基本無料 | セガ                  |
| プロ野球選手をつくろう!            | 2011年7月8日   | 不明           | モバゲー Android（アプリ） iOS（アプリ）                               | 基本無料 | セガ/ロックユーアジア |
| 野球つく!!                         | 2016年6月2日   | 2018年7月30日  | Windows                                                                | 基本無料 | セガゲームス          |
| 野球つく!!                         | 2016年6月30日  | 2019年2月25日  | Android（アプリ） iOS（アプリ）                                        | 基本無料 | セガゲームス          |

## プロ野球チームであそぼう!
『プロ野球チームであそぼう!』は、セガよりドリームキャスト用ソフトとして発売されていた2頭身キャラクターによるアクション野球ゲームのシリーズである。
通常の野球ゲームとして遊ぶことも出来るが、プレイヤーが「やきゅつく」で育成したチームを使って他のプレイヤーの育成したチームと対戦することも可能であった。

### シリーズ
- プロ野球チームであそぼう!（1999年12月23日）
- プロ野球チームであそぼうネット!（2000年8月10日）
- プロ野球チームをつくろう!&あそぼう!（2001年8月30日）

## 関連作品
- プロサッカークラブをつくろう!（サカつく）
- ダービー馬をつくろう!（ダビつく）
- キャバクラ嬢をつくろう!（キャバつく）
- プロレスラーをつくろう!（レスラつく）
- WCCF（サカつくの要素を取り入れたアーケードゲーム）